# Stade sportif de Hoima
Le stade sportif de Hoima, anciennement FUFA Rujumba Stadium Hoima, est un stade polyvalent en construction en Ouganda. Il est prévu qu'il soit utilisé pour la première fois lors de la CAN 2027. Le stade est l'un des trois stades que l'Ouganda prévoit d'utiliser pendant le tournoi, qui sera organisé conjointement par le Kenya, l'Ouganda et la Tanzanie.

## Contexte
Le stade sportif de Hoima est principalement destiné aux matchs de football, bien que d'autres sports tels que l'athlétisme devraient également y être pratiqués. Le stade a une capacité d'accueil proposée de 20 000 places assises. L'objectif principal de ce stade est de faire partie des trois stades hôtes que l'Ouganda utilisera pour accueillir la Coupe d'Afrique des nations de football 2027 dans le cadre d'un tournoi organisé par trois États d'Afrique de l'Est, le Kenya, l'Ouganda et la Tanzanie.
En septembre 2023, la Confédération africaine de football (CAF) a annoncé que la candidature de l'East Africa Pamoja, présentée par le Kenya, l'Ouganda et la Tanzanie, était la candidature gagnante pour accueillir le tournoi de la CAN 2027. Cette candidature a battu d'autres candidatures d'autres pays, dont l'Égypte, le Sénégal, le Botswana et l'Algérie.
Au stade de l'appel d'offres, la Fédération d'Ouganda de football a nommé Mandela National Stadium, dans la métropole de Kampala, le stade Bihanga à Fort Portal, le stade Akii Bua à Lira City et le stade sportif de Hoima. Les terrains d'entraînement proposés comprennent l'école internationale de Kampala en Ouganda (KISU), le stade Nakivubo, le stade Muteesa II à Wankulukuku, le stade Denver Godwin et le stade St. Mary's Kitende.